# دریپچوو
دریپچوو (به بلغاری: Dripchevo) یک منطقهٔ مسکونی در بلغارستان است که در استان خاسکوو واقع شده‌است.
 دریپچوو  ۴۷ نفر جمعیت دارد.